# بولي رايلي
بولي رايلي (بالإنجليزية: Polly Riley)‏ هي لاعبة غولف أمريكية، ولدت في 27 أغسطس 1926 في سان أنطونيو في الولايات المتحدة، وتوفيت في 13 مارس 2002 بسبب سرطان.